# هافیکسبک
هافیکسبک (به آلمانی: Havixbeck) یک شهر در آلمان است که در Coesfeld واقع شده‌است. هافیکسبک ۱۱٬۸۳۰ نفر جمعیت دارد.

## خواهرخوانده
شهرهای Bellegarde و بشتنزه خواهرخوانده‌های هافیکسبک هستند.